# Constance Bennett
Constance Campbell Bennett (New York, 22 oktober 1904 - Fort Dix (New Jersey), 24 juli 1965) was een Amerikaans actrice.

## Carrière
Bennett begon haar carrière met het verschijnen in stomme films die werden geproduceerd in New York. Na een ontmoeting met Samuel Goldwyn hielp deze Bennett echter met een doorbraak. In 1924 kreeg Bennett haar debuut met haar rol in de film Cytherea.
Hoewel ze in 1925 in talloze films te zien was, stopte ze hetzelfde jaar nog met acteren om te trouwen met Philip Plant. Toen ze scheidde van haar man, was de geluidsfilm al geïntroduceerd. Dit bleek echter in haar voordeel te werken. Al snel werd Bennett een ster. Al haar films in 1930 en 1931 waren zeer succesvol.
In 1931 kreeg Bennett een contract bij Metro Goldwyn Mayer. Hier kreeg ze $300.000 voor het maken van twee films waaronder "The Easiest Way", die ook weer een groot succes werd. Hierdoor werd Bennett een van de best betaalde actrices in heel Hollywood. Hierna kreeg ze een contract bij Warner Brothers Studios. Tijdens het maken van de film Bought ! in 1931 verdiende ze $30.000 per week. In deze film speelde ook haar vader Richard Bennett.
In 1932 verhuisde Bennett van Warner Bros. naar RKO Pictures.
Maar in de loop van de jaren dertig ging haar populariteit achteruit. In de rest van dat decennium was Bennett te zien tegenover de grootste acteurs en actrices, waaronder Clark Gable, Cary Grant en Greta Garbo. Hoewel ze erg rijk was, wilde ze niet met pensioen gaan. Toch was ze vanaf de jaren 40 in voornamelijk het theater te zien en op de radio te horen.
In 1965 speelde Bennett de schoonmoeder van Lana Turner in Madame X. Vlak na het afronden van de opnamen, stortte Bennett in en overleed de actrice aan een hersenbloeding.

## Filmografie
| - The Valley of Decision (1916) - Reckless Youth (1922) - Evidence (1922) - What's Wrong with the Women? (1922) - Cytherea (1924) - Into the Net (1924) - Wandering Fires (1925) - The Goose Hangs High (1925) - Code of the West (1925) - My Son (1925) - My Wife and I (1925) - The Goose Woman (1925) - Sally, Irene and Mary (1925) - The Pinch Hitter (1925) - Married? (1926) - Rich People (1929) - This Thing Called Love (1929) - Son of the Gods (1930) - Three Faces East (1930) - Common Clay (1930) - Sin Takes a Holiday (1930) - The Easiest Way (1931) - Born to Love (1931) - The Common Law (1931) - Bought ! (1931) - Screen Snapshots (1932) - Lady with a Past (1932) - What Price Hollywood? (1932) - Two Against the World (1932) - Rockabye (1932) - Our Betters (1933) | - Bed of Roses (1933) - After Tonight (1933) - Moulin Rouge (1934) - The Affairs of Cellini (1934) - Outcast Lady (1934) - After Office Hours (1935) - Starlit Days at the Lido (1935) - Everything Is Thunder (1936) - Ladies in Love (1936) - Daily Beauty Rituals (1937) - Topper (1937) - Merrily We Live (1938) - Service de Luxe (1938) - Topper Takes a Trip (1938) - Tail Spin (1939) - Escape to Glory (1940) - Law of the Tropics (1941) - Picture People No. 2: Hollywood Sports (1941) - Two-Faced Woman (1941) - Wild Bill Hickok Rides (1942) - Hedda Hopper's Hollywood No. 5 (1942) - Sin Town (1942) - Madame Spy (1942) - Paris Underground (1945) - Centennial Summer (1946) - The Unsuspected (1947) - Smart Woman (1948) - Angel on the Amazon (1948) - It Should Happen To You (1954) - Madame X (1966) |

- Biblioteca Nacional de España: XX1167909
- Bibliothèque nationale de France: cb14659819k (data)
- Catàleg d'autoritats de noms i títols de Catalunya: 981058510442506706
- Gemeinsame Normdatei: 129660760
- International Standard Name Identifier: 0000 0001 1566 7738
- Library of Congress Control Number: n86041205
- Nationale Bibliotheek van Letland: 000256591
- MusicBrainz: e942a9ec-c2db-4676-affe-4318f73589a4
- Nationale Bibliotheek van Tsjechië: mub2015876745
- Nationale Bibliotheek van Israël: 987007442668105171
- Istituto Centrale per il Catalogo Unico: CFIV046050
- SNAC: w6sn0h9r
- Système universitaire de documentation: 166658596
- Virtual International Authority File: 34718115
- WorldCat: E39PBJp9wjFCJ3CCqJCpkYTCQq